# Maison-Roland
Maison-Roland település Franciaországban, Somme megyében. Lakosainak száma 98 fő (2022. január 1.). Maison-Roland Coulonvillers, Cramont, Domqueur, Mesnil-Domqueur, Oneux és Bussus-lès-Yaucourt községekkel határos.

## Népesség
A település népességének változása:
| Lakosok száma | 121  | 112  | 111  | 106  | 103  | 101  | 100  | 99   | 98   |
|               | 2013 | 2015 | 2016 | 2017 | 2018 | 2019 | 2020 | 2021 | 2022 |